# John Lennox
John Carson Lennox, né le 7 novembre 1943, est un professeur de mathématiques irlandais spécialisant dans la théorie des groupes, philosophe des sciences et apologiste chrétien. Il est Professeur émérite en mathématiques et philosophie des sciences au Green Templeton College à l'université d'Oxford. Il est également associate Fellow à Saïd Business School et Senior Fellow au Trinity Forum.

## Biographie

### Jeunesse et éducation
John Lennox est né le 7 novembre 1943, en Irlande du Nord et fut élevé à Armagh où son père tenait un magasin. Il étudie à The Royal School, Armagh, et devient boursier, ainsi que Senior fellow à Emmanuel College, Cambridge, où en 1962 il assiste aux dernières conférences de C.S. Lewis sur le poète John Donne. Lennox obtient les diplômes de Master of Arts et de Doctor of Philosophy à l'université de Cambridge. Il est récompensé du Doctor of Science en mathématiques par l'université de Cardiff pour ses recherches. Lennox possède aussi le diplôme de Doctor of Philosophy de l'université d'Oxford et un M.A. en bioéthiques à l'université de Surrey.

### Carrière
Après avoir complété son doctorat, Lennox emménage à Cardiff au pays de Galles où il devient un maître de conférence en mathématiques à l'université du pays de Galles. Lennox enseigne aussi la science et la religion à l'université d'Oxford. Durant ses 29 ans à Cardiff, il passe un an dans chacune des universités de Würzburg, Fribourg-en-Brisgau et de Vienne, et donne de nombreuses conférences en Europe de l'Est et Europe de l'Ouest, ainsi qu'en Russie et Amérique du Nord sur les mathématiques, l'apologétique et l'exposition des Saintes Écritures.
Lennox est l'auteur de livres sur les relations entre science, religion et éthique. Ses œuvres les plus récentes sont: Being Truly Human (2018), Determined to Believe? (2018) et Against the Flow (2015). Ses titres sorties en début d'année 2019 incluent Finding Ultimate Reality, Joseph et Can science explain everything?. Il a publié plus de 70 articles évalués par des pairs sur les mathématiques, est le co-auteur de deux monographies de mathématiques à Oxford, et a travaillé comme traducteur de mathématiques russes.
Il a parlé en conférences et en tant que fellow académique dans de nombreux pays différents, y compris de nombreux voyages dans l'ancienne Union Soviétique. Lennox à également donné des conférences au Veritas Forum sur des sujets tels que la relation entre science et religion, l'existence de Dieu, le doute, et le problème du mal et de la souffrance. De plus, il est Senior Fellow de The Trinity Forum, une organisation chrétienne à but non lucratif qui développe des dirigeants pour faire des contributions au renouveau culturel.

### Débats
Lennox a fait partie de nombreux débats publiques défendant la foi chrétienne, y compris des débats avec Christopher Hitchens, Michael Shermer, Richard Dawkins, Lawrence Krauss, Peter Atkins, Victor Stenger, Michael Tooley, Stephen Law, et Peter Singer.
- Le 3 octobre 2007, Lennox a débattu avec Richard Dawkins à l'université d'Alabama à Birmingham en Alabama sur le point de vue de Dawkins exprimé dans son livre, Pour en finir avec Dieu. Le débat a été diffusé à des millions de personnes à travers le monde et fut décrit par the Wall Street Journal comme "une révélation: en Alabama, un débat civil sur l'existence de Dieu".
- Lennox et Dawkins ont eu une discussion en avril 2008 au Trinity College, Oxford pour développer les sujets non développés durant le débat sur l'existence de Dieu
- Le 9 août 2008, à The Edimburgh International Festival à Edimbourg en Ecosse, Lennox a débattu Christopher Hitchens sur si l'Europe devait abandonner son passé religieux et accepter le "Nouvel Athéisme".
- Le 23 août 2008, Lennox a débattu Michael Shermer, au Wesley Conference Centre à Sydney  en Australie sur l'existence de Dieu
- Le 21 octobre 2008, Lennox a débattu encore Dawkins à Oxford University Museum of Natural History, le site du célèbre débat de 1860 sur l'évolution entre Thomas Henry Huxley et Samuel Wilberforce. Le débat était intitulé "Has Science Buried God?"(La science a-t-elle enterré Dieu?).
- Le 3 mars 2009, Lennox a débattu Hitchens pour la seconde fois à Samford university à Birmingham en Alabama sur la question "Is God Great?" ( Dieu est-il grand?). Le Débat adressait la validité de certaines des affirmations de Hitchens dans son livre Dieu n'est pas grand

- Le 20 juillet 2011, Lennox a débattu Peter Singer au Melbourne Town Hall à Melbourne en Australie sur le sujet "Is There a God?" (Y a t-il un Dieu?)

## Vie privée
Lennox parle anglais, russe, espagnol, français et allemand. Il est marié à Sally et a trois enfants et quatre petits-enfants. Il a un frère nommé Gilbert Lennox, un ancien à Glenabbey Church, Glengormley. L'artiste interprète Kristyn Getty est la nièce de John, étant la fille de Gilbert.